# ブルーチーム
ブルーチーム (英語: the Blue Team) は、中華人民共和国はアメリカ合衆国にとって著しい安全保障上の脅威だという考えにより、大まかに統一されたアメリカの政治家やジャーナリスト達のグループを表す非公式用語。民主党の労働者擁護派とは一部の問題で連携するが、この言葉が用いられる者達の殆どは、保守派或いは新保守派である。しかしながら、ジョージ・W・ブッシュ政権内で強力な地位を占めた者は少なく、代わりにペンタゴンやアメリカ合衆国のインテリジェンス・コミュニティー、民間のシンクタンク、メディアの支局などで働く傾向がある。

## 起源とこの言葉の適用
ブルーチームの名前は、模擬演習にてアメリカ軍を表す色に由来しており、アメリカの相手を表すレッドチームとは対をなす。アメリカ合衆国上院外交委員会の元顧問William Triplettによって作られた。彼は、元々特に台湾問題に関する、米中関係の変化から生じる乖離を説明することを意図して作った。六四天安門事件の後、中国の経済拡大の文脈において、「ブルー」の懸案事項は範囲を拡大した。彼らは中国の、アジアだけでなく世界中での軍事及び外交的野心や、保護主義者の経済政策、最も直接的には、アメリカ政府内の多くの人物による対中融和への傾向や、アメリカ経済に与える中国の前例のない影響、中国へのアメリカの投資と産業の移動などを懸念した。
現在では主に共和党に適用されるが、ブルーチームという言葉は単一の政党や観点に縛られない懸案に言及する。1992年、ビル・クリントンは中国に対して曖昧とされたジョージ・H・W・ブッシュに反対し選挙運動をしたが、大統領在任中は中国の民主化改革と経済統合を切り離していた。共和党綱領は2000年にクリントンの対中政策を批判したが、ジョージ・W・ブッシュは中国の目的の「ブルー」の解釈を全面的には受け入れず、また、クリントンの建設的関与の政策を覆したわけでもない。

## 解釈と関連する個人達

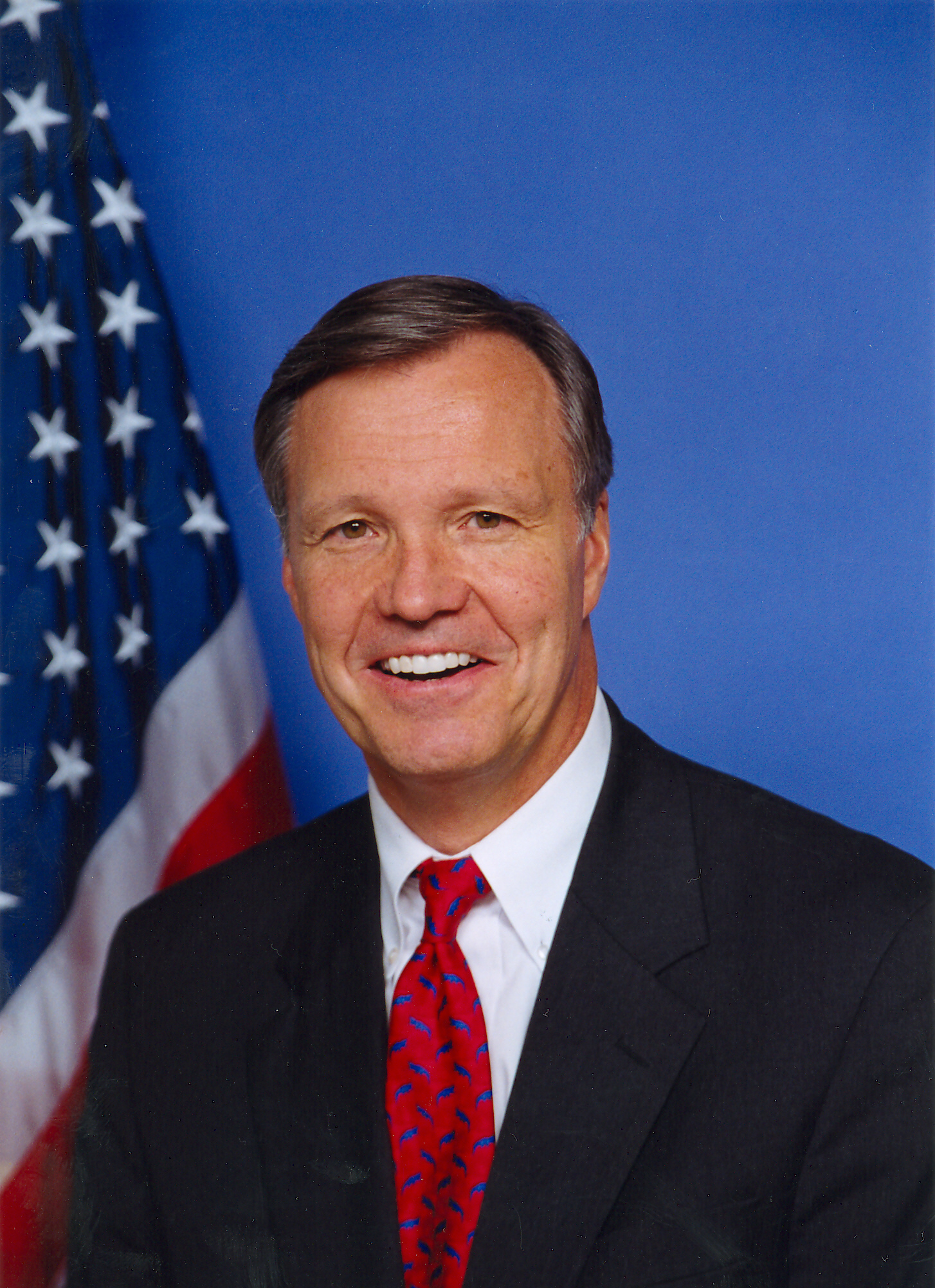
クリストファー・コックスは、ブルーチームのメンバーと見做される半ば目を引くアメリカの政治家である。

当初「ブルーチーム」の中心は、1990年代に非公式な研究会を開いていた、議会の補佐官達の一団だった。舞台裏で主に活動していた彼等補佐官は、器用尚且つ漸進的な手段で立法に影響した。彼らは、アメリカ合衆国国務省が人権の侵害についての報告や、アメリカ国防総省が中国の軍事に関して集めた情報の公開を強いる法案の補足事項を付随することに関与した。恐らく彼等最大の成果は、2000年の台湾安全保障強化法の通過であった。
全般的に見て、注目を集めているアメリカの政治家の多くは、ブルーチームの一員と呼ばれるほど、中国に対して執拗に堂々と発言していない。一部のマイナーな政治家は、そのグループや思想と緊密に関係してきた。彼等の中には、中国のスパイ行為に関するコックス報告書を出した委員会のクリストファー・コックス委員長や、失敗に終わった2000年の大統領選で悪意に満ちて中国を攻撃したゲイリー・バウアーがいる。
ブッシュ政権は、上海コミュニケ以来のアメリカの外交関係にて支配的となった、中国との「関与」を考慮に入れる「実利的な」接近様式を、多くの部分で守ってきた。同政権はクリントン政権よりも、中国を戦略的な競争相手として見るのを厭わず、「中国を疑わしげに扱い、より押しの強い政策を選ぶことに…遥かに熱心である」。
それでもやはり、2001年以来の「チーム」の支配的な考えは、政府からではなく民間の保守系シンクタンクやジャーナリスト達によってもたらされる。『ウィークリー・スタンダード』で以前に中国を「髪が巻き付くような、組織的な蛮行をする政府」と記述したウィリアム・クリストルは、中国に対する手厳しい姿勢を繰り返し要求してきた。アメリカ新世紀プロジェクトの共同創設者ロバート・ケーガン、『ワシントン・タイムズ』のコラムニストビル・ゲルツ、Ross H. Munro、David Blumenthalやピーター・ナヴァロらは皆、知覚され中国により突き付けられた脅威に関する大々的な著作を残している。2011年のGreg Autryとのナヴァロの共著『中国による死』は、ナヴァロの監督とMartin Sheenのナレーションによる2012年のドキュメンタリー映画の着想を与えた。

## 意見
「ブルーチーム」の見解と関連した意見は、アメリカ外交政策の大意が、対中融和へ向かっているという不満から主に生じる。天安門広場での虐殺と、台湾の有権者に影響を及ぼそうと企てた、中国のその後のミサイル試験の利用は、中国の意図に関する懸念を鋭敏にさせた。より敵意に満ちた中国の批判者達は、クリントンの宥和政策を糾弾した。
この姿勢を取る一部にとって、当初の議会研究グループにとってもそうだったように、中国の軍事は懸念の焦点である。彼等は、中国が陸海軍を近代化しているだけでなく、実際の軍事費を隠していると指摘する。彼等は、例えば外洋海軍の設立を通して、中国がその地域の支配を希求しており、こうした支配は必然的にアメリカの国益を危機に晒し、長年の同盟国である日本、韓国、台湾を脅かすことになると主張する。この結果として、ブルーチームの構成員は、スーパーコンピューターが軍事利用される可能性があるので、中国へそれらの販売を認めたアメリカ合衆国商務省の決定を厳しく批判した。

## 影響
現状維持の懸念にも関わらず、冷戦の安全保障戦略は、米中間の思想の不一致を強調した。ソビエト連邦の崩壊の後に、ロシアの経済と軍事は尚も混乱状態にあったため、アメリカの主要な拮抗勢力として、中国がロシアの後を継ごうと試みることは、理に適っているとする観測筋もいたようだ。
中国の軍事費増大や、2005年の反分裂国家法の通過は、未だに「ブルー」の観点では警戒の対象となっている。ペンタゴンは、中国の軍事能力やその意図の透明性の欠落に関して頻繁に抗議したため、ドナルド・ラムズフェルド国防長官にとって、これは主要な懸案事項だった。ペンタゴンからの近年の脅威レポートは、ブルーチームの懸念を強めており、中国が台湾占領や、アメリカ或いは日本からの外部支援の防止を目指した、軍備拡張を企てている可能性があると述べている。最終的に、アメリカの北朝鮮への政策は、部分的に中国に依存してきたが、アメリカの一部の「タカ派」は、同様に北朝鮮に関しても、中国の動機を疑わしく考えている。